# Torneio de tênis de Montreal/Toronto
O torneio de tênis de Montreal/Toronto compreende os eventos profissionais de tênis que acontecem ou aconteceram em Montreal e Toronto, no Canadá. No calendário de elite, é combinado masculino e feminino, durante a era aberta, desde 1969.
Atualmente, possui o nome comercial de Omnium National Bank (Montreal) ou National Bank Open (Toronto) e recebe os seguintes torneios:
- ATP de Montreal/Toronto, torneio masculino organizado pela Associação de Tenistas Profissionais, na categoria ATP Masters 1000;
- WTA de Montreal/Toronto, torneio feminino organizado pela Associação de Tênis Feminino, na categoria WTA 1000.